# Wulfstan
För andra betydelser, se Wulfstan (olika betydelser).

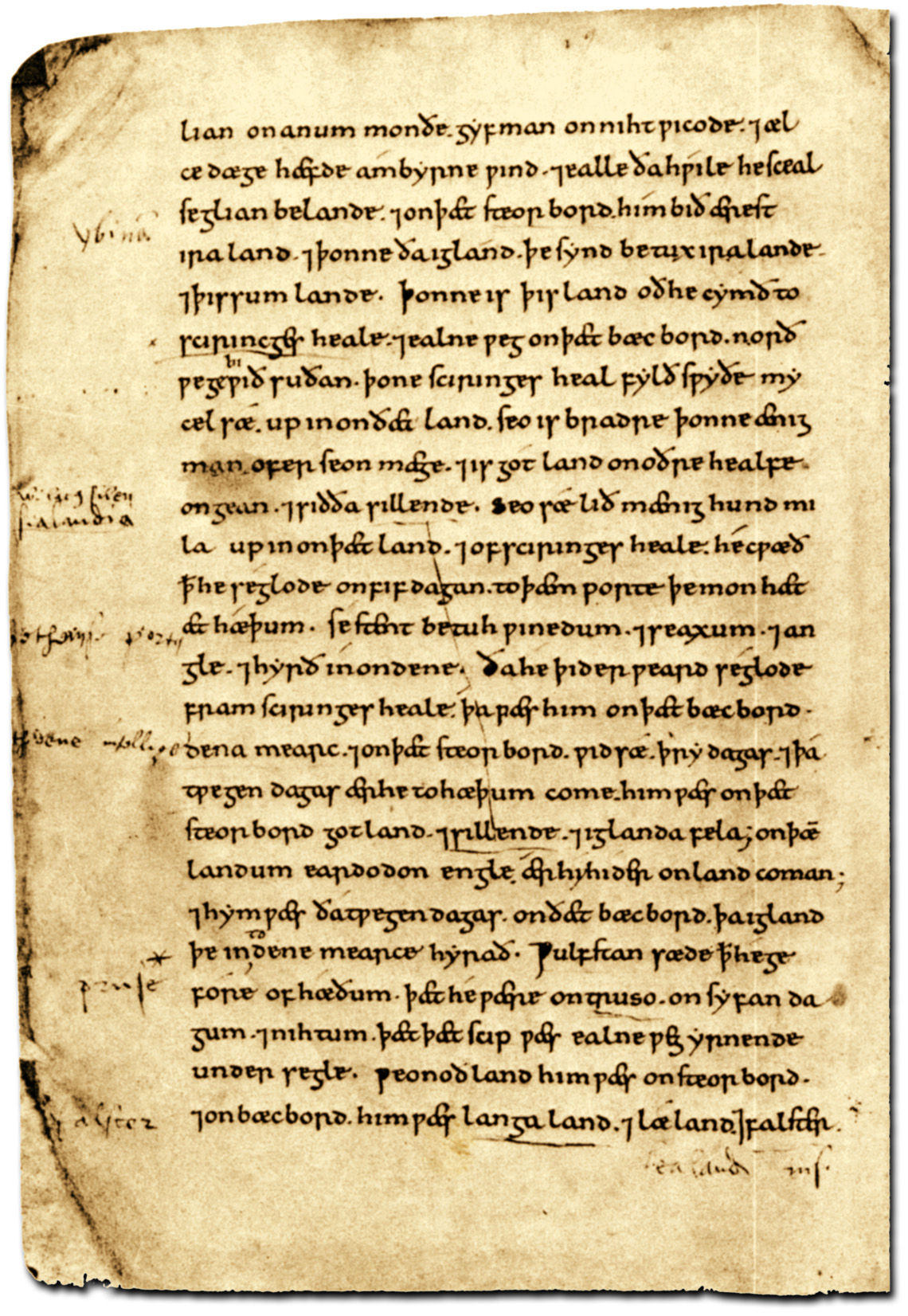
Wulfstans reseskildring börjar längst ner i folio 13v i manuskriptet till Cotton MS Tiberius B I. Hans namn står på femte raden nedifrån.

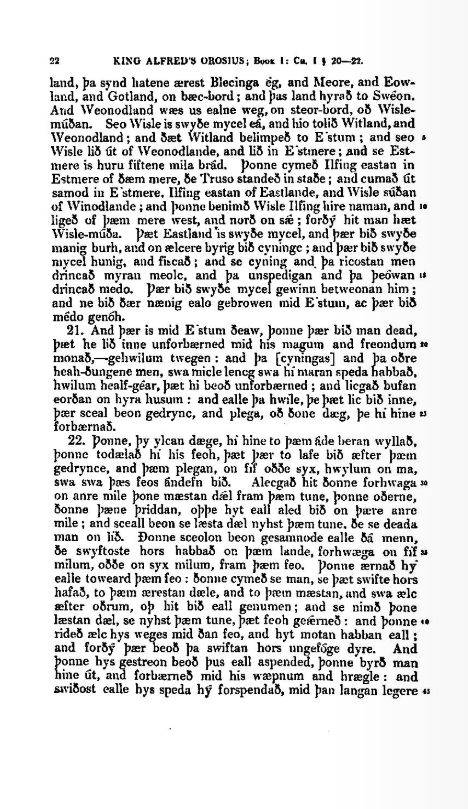
Wolfstans text på fornengelska, som nämner Aishis..

Wulfstan (eller Ulfsteinn) även känd som Wulfstan av Haithabu  född före 880 var en handelsman, möjligen anglosaxare vars berättelse om en resa från Hedeby i Danmark till Truso i dagens Polen är en av de tidigaste källorna till information om Norden. Resan företogs troligen runt år 880.  Hans reseskildringar, tillsammans med en annan resenärs, Ottars, reseskildringar finns bevarade i Alfred den stores översättning av Paulus Orosius Historiae. 
Wulfstans geografiska beskrivning stämmer väl överens med dagens förhållanden, och kan därför anses som en pålitlig källa. Texten förekommer som en del av kung Alfred den stores av Wessex översättningar av Paulus Orosius historiska texter, och man antar därför ofta att Wulfstan själv var från England och fick berätta om sin resa för hovet därför att det då var ovanligt att engelska handelsmän reste längre än till Hedeby. Han anses vara den förste som skrev ner ordet "Danmark". Det är dock också möjligt att han var från Danmark, och berättade om resan när han likaledes var på handelsresa till England. Berättelsen är en redogörelse för Wulfstans resa mellan Hedeby i Slesvig och Truso vid Weichsels mynning. Truso hade en hamn på Ilfing, som låg nära Elbing, som grundades cirka 350 år senare i det som senare skulle bli Ostpreussen och dagens Polen, nära Danzig. Resan företogs troligen för att samla geografisk information om de baltiska länderna. Truso låg i  esterna (inte nutida folket utan förhistoriska preussarna) Hamnen i Truso som ligger vid sjön Druzno. Beskrivning av resan, kompletteras av en detaljerad beskrivning av bosättningen i Truso och några av sedvänjorna i lanset Estes.
Enligt Wulfstan tog det sju dagar och nätter från Hæðum (Hedeby) till Truso. Under seglatsen hade han först Langaland (idag Langeland), Læland (Lolland), Falster, och Sconeg (Skåne) på sin vänstra sida, land som alla hörde till Denemearcan (Danmark). Sedan seglade han förbi Burgenda lande (Bornholm) som hade en egen kung. Slutligen hade han på sin vänstra sida Blecinga eg (Blekinge), Meore (Möre, idag del av Kalmar län), Eowland (Öland), och Gotland, som alla tillhörde Sweom (Svearna).
| ” | On bæcbord him wæs Langaland, Læland, Falster, Sconeg, þas land eall hyrað to Denemearcan. þonne Burgenda land wæs us on bæcbord, þa habbað him sylf cyning. þonne æfter Burgenda lande wæron us þas land þa synd hatene ærest Blecingaeg, Meore, Eowland, Gotland on bæcbord, þas land hyrað to sweon. | „ |

| ” | På babord sida hade han Langeland, Lolland, Falster och Skåne, dessa länder hör alla till Danmark. Så hade vi Bornholm om babord, och de har sin egen kung. Och efter Bornholm hade vi de land som heter först Blekinge, Möre, Öland och Gotland om babord, och dessa länder tillhör svearna. | „ |

Wulfstan berättar sedan att det fanns många slott i aishiernas land, och att landet är rikt på honung och fisk. Kungar och adelsmön dricker stomjölk, medan fattiga dricker mjöd. Därefter ger Wufstan mycket värdefull information om de gamla balternas begravningsseder. De döda bevaras i en eller två månader och adelsmännen ännu längre. Den avlidnes egendom delas i 5-6 delar. En kapplöpning med ryttare varav de snabbaste samlar in och övertar den avlidnes egendom. Efter bodelningen bränns den avlidne på bål.
En bok med Barringtons översättning från anglosaxiska till engelska innehöll en karta med beskrivningar av de folk som Wulfstan namngav. Denna karta, skapad av upptäcktsresanden och resenären Johann Reinhold Forster, utgavs av Barrington som hans eget verk efter att Forster hade lämnat England. År 1784 publicerade Forster sin bok Geschichte der Entdeckungen und Schiff-Fahrten im Norden (1784), där han bland annat beskrev sina översättningar, efterforskningar och sin origalkarta. 

## Dansk eller anglosaxare
Karl Baumann menar i sin bok Die Prussen. Ein sympathisches Volk zwischen Weichsel und Memel (1991) att Wulfstan inte bara besökte utan också bodde i Truso. Wulfstan omtalas ofta som en anglosaxare, och det är möjligt att han var en engelsk köpman som till skillnad från sina landsmän inte bara reste till Hedeby, utan även längre österut. Å andra sidan är det också möjligt att han var från Danmark och att namnet är en anglosaxisk bearbetning, och att han återgav sin historia när han var i England.
Köpmannen Wulfstan i Hedeby ska inte förväxlas med St. Wulfstan av Worcester, biskop av Worcester på 1000-talet, inte heller med Wulfstan I av York, ärkebiskop av York på 900-talet och Wulfstan II av York, ärkebiskop av York på 1000-talet.